# Schönbach (Neumark)
Schönbach ist ein Ortsteil der Gemeinde Neumark im Vogtlandkreis in Sachsen. Der Ort wurde am 1. Januar 1994 eingemeindet.

## Geografie

### Lage
Schönbach liegt westlich von Neumark am Schönbacher Bach, der über den Neumarker Bach in die Pleiße entwässert. Schönbach liegt am Übergang der Naturräume Vogtland (Mittelvogtländisches Kuppenland) und Erzgebirgsbecken (Oberes Pleißeland). Der Ort liegt an der Nordostgrenze des sächsischen Teils des historischen Vogtlands. Der Freistaat Thüringen grenzt im Nordwesten auf einem schmalen Streifen an. Im Norden des Orts bildet die „Neue Reichenbacher Straße“ größtenteils die Flurgrenze zum Nachbarort Reuth. Dadurch liegen der einstige Haltepunkt Brunn (Sachs) an der stillgelegten Bahnstrecke Neumark–Greiz und die umliegenden Gebäude noch auf Schönbacher Flur.

### Nachbarorte
| Gottesgrün, Reuth | Beiersdorf                                  |         |
| Brunn             | Kompassrose, die auf Nachbargemeinden zeigt | Neumark |
|                   | Oberreichenbach                             |         |

## Geschichte
Schönbach wurde im Jahr 1357 als „Schonbach“ erwähnt. Die Grundherrschaft über den Ort lag ab dem 16. Jahrhundert anteilig bei den Rittergütern Reuth (mehrheitlich) und Ruppertsgrün (kleiner Anteil).
Schönbach gehörte wie die anderen heutigen Ortsteile von Neumark bis 1856 zum kursächsischen bzw. königlich-sächsischen Amt Zwickau im Erzgebirgischen Kreis. 1856 wurde Schönbach wie die ebenfalls um Neumark liegenden Orte im einstigen Amt Zwickau dem Gerichtsamt Reichenbach und 1875 der Amtshauptmannschaft Plauen angegliedert. Im Jahr 1920 wurde Schönbach der Amtshauptmannschaft Werdau zugeordnet. Durch die Auflösung des Verwaltungsbezirks kam der Ort im Jahr 1933 an die Amtshauptmannschaft Zwickau, die ab 1939 Landkreis Zwickau genannt wurde.
Durch die zweite Kreisreform in der DDR kam die Gemeinde Schönbach im Jahr 1952 zum Kreis Reichenbach im Bezirk Chemnitz (1953 in Bezirk Karl-Marx-Stadt umbenannt), der ab 1990 als sächsischer  Landkreis Reichenbach fortgeführt wurde und 1996 im Vogtlandkreis aufging. Am 1. Januar 1994 wurde Schönbach nach Neumark eingemeindet. Der Ortsteil besitzt einen Ortschaftsrat.

## Verkehr

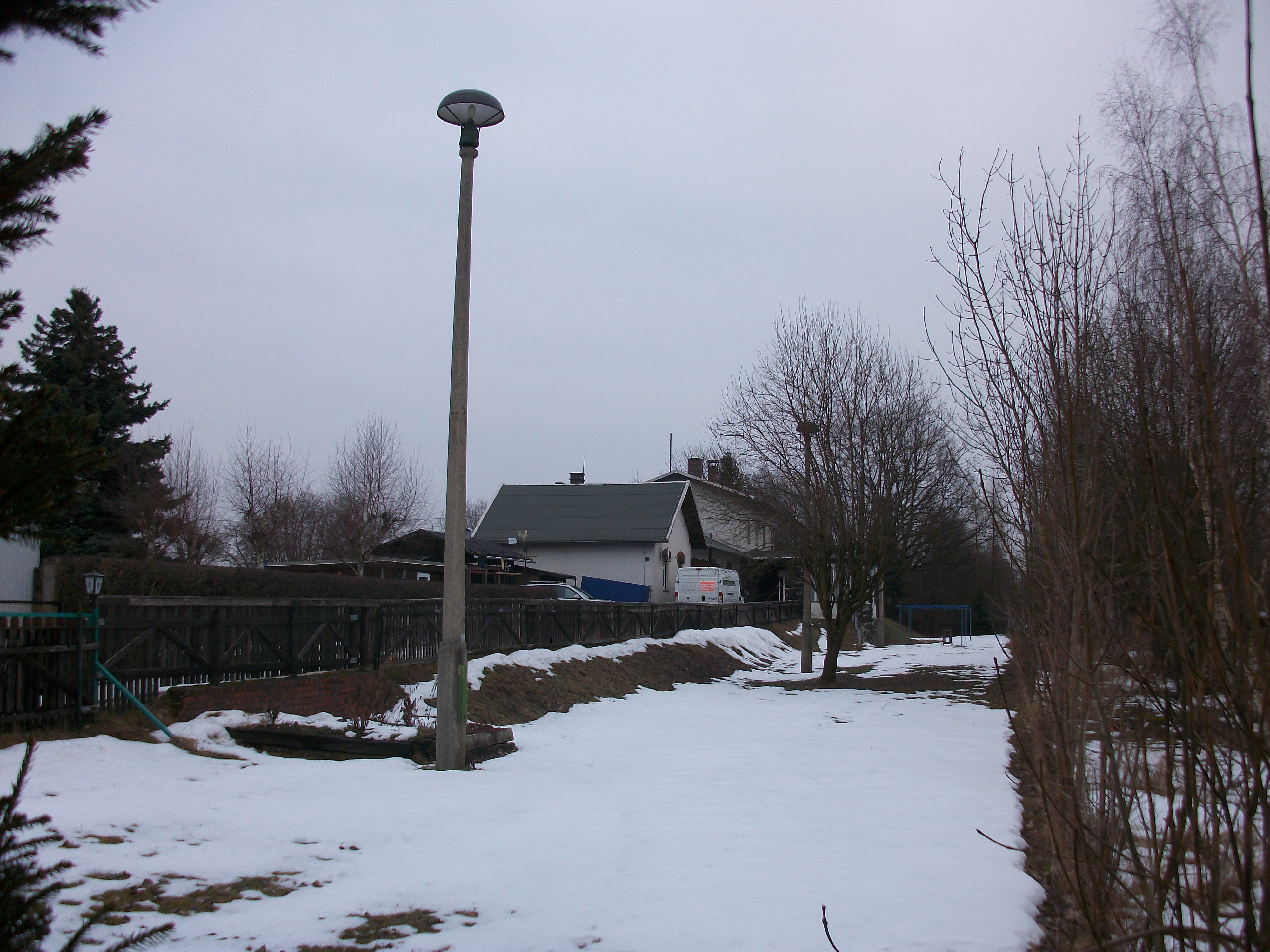
Ehemaliger Haltepunkt Brunn (Sachs) auf Schönbacher Flur (2017)

Am Südrand des Orts verläuft die Bundesstraße 173.
Der Haltepunkt Brunn (Sachs) an der Bahnstrecke Neumark–Greiz war zwischen 1886 und 1997 in Betrieb. Obwohl er nach dem heute zu Reichenbach gehörigen Ortsteil Brunn benannt ist, befand er sich auf der Flur des heutigen Neumarker Ortsteils Schönbach. Die Bahnstrecke Leipzig–Hof verläuft ohne Halt durch Schönbacher Flur. Der nächste Bahnhof ist der Bahnhof Neumark (Sachs).
Schönbach ist mit der StadtBus-Linie 82 des Verkehrsverbunds Vogtland im Stundentakt mit Reichenbach verbunden. Diese Linie nimmt am Rendezvous-Knoten auf dem Postplatz in Reichenbach teil und bietet dort kurze Anschlüsse.